# Diabelskie sztuczki
Diabelskie sztuczki (org. Le Diable et les Dix Commandements) – francusko-włoska komedia z 1962 roku w reż. Juliena Duviviera. 
W 1964 roku film był wyświetlany w kinach polskich z polską wersją dubbingową.

## Fabuła
Na fabułę filmu składa się siedem oddzielnych nowel opowiedzianych przez szatana pod postacią węża. Ukazują one jak perfidne pułapki potrafi on zastawiać na ludzi i w jak w różny sposób sobie oni z nimi radzą – jedni ulegają pokusie i namiętnościom inni nie. Każda z opowieści nawiązuje w ukazanych w nich sytuacjach do Dekalogu.  

## Obsada
- Michel Simon – Jareme Chambard
- Lucien Baroux – biskup
- Claude Nollier – matka przełożona
- Henri Tisot – Philippe
- Dany Saval – Tania
- Roger Nicolas – Paulo
- Mireille Darc – koleżanka Tani
- Betty Beckers – koleżanka z Tani
- Charles Aznavour – Denis
- Lino Ventura – Garigny
- Maurice Biraud – inspektor Louis
- Henri Vilbert – Alexandre
- Maurice Teynac – przeor
- Clement Harari – człowiek Garigny'ego
- Pierre Fromont – człowiek Garigny'ego
- Yana Chouri – kobieta w restauracji
- Micheline Presle – Micheline Allan
- Françoise Arnoul – Françoise
- Mel Ferrer – Philip
- Claude Dauphin – Georges
- Marcel Dalio – jubiler
- Claude Piéplu – ochraniarz Philipa
- Philippe March – ochraniarz Philipa
- René Lefèvre-Bel – majordomus Philipa
- Marie-France Pisier – gość na balu Philipa
- Fernandel – wariat
- Alain Delon – Pierre Messager
- Danielle Darrieux – Clarisse
- Madeleine Robinson – Germaine Messager
- Georges Wilson – Marcel Messager
- Jean-Claude Brialy – kasjer
- Louis de Funès – złodziej
- Armande Navarre – dziewczyna kasjera
- Noël Roquevert – inspektor policji
- Jean Carmet – kloszard
- André Gabriello – żandarm
- Yves Barsacq – epizod
- Edmond Ardisson – epizod

i inni. 